# 琵琶町 (神戸市)
琵琶町（びわちょう）は兵庫県神戸市灘区の町名。郵便番号657-0041。

## 地理
東は北から順に深田町、備後町、桜口町、南は国道2号を挟み烏帽子町、西は下河原通、北はJR東海道本線を挟み稗原町。東から順に一～三丁目が置かれる。

## 歴史
旧・都賀字琵琶・宇佐ノ原・竜頭・五反田・烏帽子から昭和6年（1931年）9月、区制施行で灘区となった際に成立した。

### 地名の由来
町名は旧小字名琵琶からで、琵琶に似た形の土地であったという。『灘区の地名』では、若林泰の「ビワクビという字だったのでは」という話を紹介し（クビは入り口のこととしている）、また鏡味完二の説を引き「崖をもった谷川」「人里から遠いところ」「ビワの実の形をした地形」のうち3番目を支持している。ビワが楽器であるにしても植物であるにしても形は似ている。

## 人口統計
令和2年国勢調査（2020年10月1日）における世帯数756、人口1,138で内男性507人・女性631人。